# アルレッキーノ

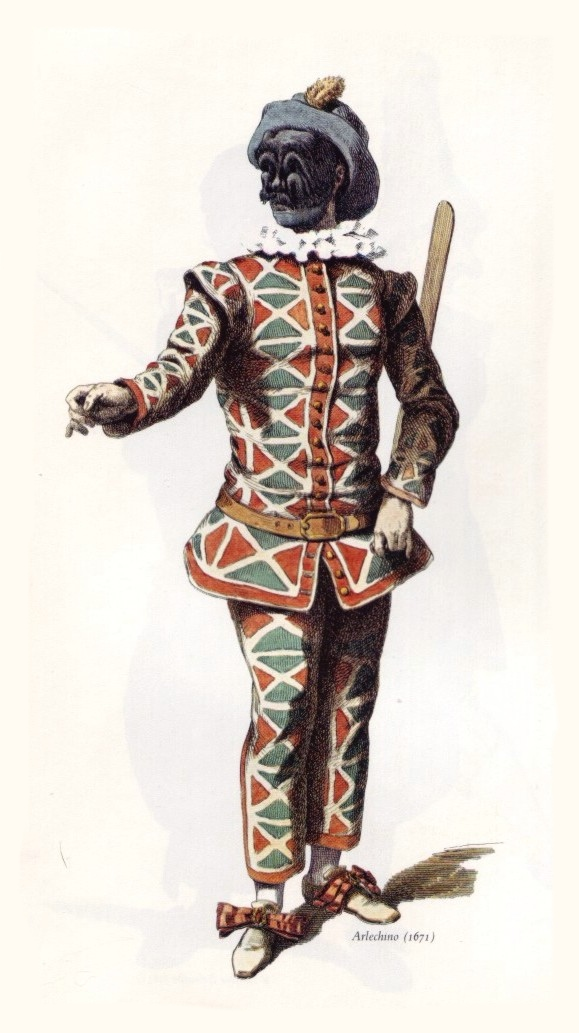
アルレッキーノ

アルレッキーノ (Arlecchino) はイタリアの即興喜劇コメディア・デラルテ中のキャラクターの一つで、トリックスター。ひし形の模様のついた衣裳で全身を包み、ずる賢く、人気者として登場することが多い。
国によっては、アルルカン（仏: Arlequin）、ハーレクイン（英: Harlequin）とも呼ばれる。欧米では道化役者の代名詞となっており、芸術作品の中では、ピカソの『アルルカン』、チャップリンの『ライムライト』、ロベルト・ベニーニの映画『ピノッキオ』のマリオネット、アンデルセンの短編小説集『絵のない絵本』の第十六夜、ブゾーニのオペラ『アルレッキーノ』などに登場する。